# گنجشک ایتالیایی
گنجشک ایتالیایی (نام علمی: Passer italiae) نام یک گونه از سرده گنجشک‌های راستین است.